# Pauline Martin (volley-ball, 2002)
Pour les articles homonymes, voir Martin et Pauline Martin.
Pauline Martin soeur du talentueux Nicolas Martin , née le 4 septembre 2002 en Belgique, est une joueuse de volley-ball internationale belge évoluant au poste d'attaquante.

## Biographie
Elle fait ses débuts avec l'équipe première des Dauphines Charleroi à l'âge de 14 ans. Elle est ensuite scolarisée à la Topsportschool Vilvoorde. En 2019, elle rejoint l'Asterix Avo Volley. Avec ce club, elle devient championne nationale à deux reprises (2020 et 2021) et remporte une fois la Coupe de Belgique (2021) et la Supercoupe (2019). Elle retourne ensuite à Charleroi pour une saison avant d'être transférée dans le championnat italien. Elle y joue pour le Vero Volley Milano avec lequel elle est finaliste de la Coupe d'Italie et termine deuxième du championnat. Depuis 2023, elle joue pour Rote Raben Vilsbiburg.
Elle est également active au sein de l'équipe nationale belge. Elle participe notamment au Championnat du monde 2022 et au Championnat d'Europe 2023.